# 성룡
성룡(중국어 정체자: 成龍, 간체자: 成龙, 병음: Chéng Lóng 청룽[*] 광둥어: Sing4 Lung4 싱룽, 1954년 4월 7일 ~ ), 영미권 이름은 재키 챈(Jackie Chan)은 홍콩의 배우, 영화 감독, 영화 프로듀서, 각본가, 무술가, 가수이다. 

## 경력

### 경극 학원
《리더스 다이제스트》에 의하면 1954년 영국령 홍콩에서 태어났다. 성룡은 모친의 뱃속에 12개월간 있었으며 덩치가 커져서 자연분만을 할 수 없어 제왕절개로 태어나야 했다. 극심한 가난으로 아버지와 어머니 모두 요리사와 가정부로 해외 취업을 해야 했기에 7살이라는 어린 나이에 '우점원(于占元) 경극학원(중국희극연구학원)'에 맡겨져 10년 간의 수련 생활이 시작된다. 경극학원 생활은 하루도 빠짐없이 이른 새벽에 일어나서 무술과 연기를 배워야 했기 때문에 늘 고단했지만, 그는 훗날 홍콩 영화계에서 함께 맹활약할 선후배인 홍금보, 원표, 원규, 원화 등을 이곳에서 만나게 된다. 이들은 모두 사부 우점원에게 최고의 실력을 인정 받은 학생들이었다. 학원을 졸업한 뒤 단역배우와 스턴트맨, 무술감독 등을 거쳐 결국 주연배우까지 맡게 된다.

### 영화
하지만 그 시기가 절대적 인기를 누리던 이소룡이 1973년 갑작스레 세상을 떠난 직후여서 그의 스타일을 표절하여 만든 저급한 아류작들이 넘쳐났기에, 이에 흥미를 잃은 관객들이 액션 영화를 외면했던, 그야말로 홍콩 영화의 침체기였다. 성룡 역시 주연 초기에는 이소룡 스타일의 심각하고 어두운 연기를 강요받았기에 자신만의 재능을 보여주지 못했다. 그러나 그는 액션과 코미디를 접목시키면 또다른 흥미를 유발시킬 수 있다는 신념을 갖고 있었고, 1978년 무술감독 출신의 연출가 원화평과 뜻을 같이 하여 만든 코미디풍 무협 《사형도수》, 《취권》 연작이 범아시아적으로 커다란 붐을 일으키며 만 24세의 나이에 스타덤에 올라선다. 특히 《취권》은 성룡의 트레이드 마크가 되었다.
성룡은 영화를 촬영하면서 스턴트를 자신이 직접 도맡아왔는데 이 때문에 여러 기록들과 사건들이 있었다. 성룡은 '다른 사람의 공격에 의해 가장 멀리 날아간 사람'으로 기네스북에 등재되었으며 스턴트맨으로서 활동하는 동안 죽을 고비 역시 여러 차례 넘겼다. 심지어 《용형호제》 촬영 당시 스턴트 실수로 두개골이 함몰된 적도 있다. 리더스 다이제스트에 의하면 당시 사고로 죽음에 대해 성찰을 했다고 한다. 그 외에도 크고 작은 부상이 너무 많아서 걸어다니는 종합병원으로 불릴 지경으로 몸이 망가졌다. 이렇게까지 몸을 망가뜨리면서도 정작 성룡 본인은 "나도 사람인지라 죽음이 두렵지만, 관객들이 내 영화를 재미있게 보면 행복하다."라 말한 바 있다.
1980년대에는 자신의 감독-주연작 외에도 선후배인 홍금보 원표 등과 자주 협업했다. 이들을 가화삼보(嘉禾三寶 - 골든 하베스트사의 세 명의 보배)라 불렀다. 이런 협업의 결과물로 탄생한 작품들로는 《프로젝트 A》(1983), 《오복성》(1983), 《쾌찬차》(1984), 《복성고조》(1985), 《칠복성》(1985),  《비룡맹장》(1988)등이 있다.

### 관계된 배우들
이소룡 주연 영화 《용쟁호투》에서 성룡은 엑스트라와 스턴트맨을 겸했다. 성룡은 이소룡에게 얻어맞고 쓰러지는 역할이었는데, 이소룡이 실수로 그의 머리를 매우 강하게 내리쳤다. 이후 이소룡은 촬영장에서 성룡을 마주칠 때마다 사과했으며, 서로 친해졌다고 한다. 훗날 성룡은 이런 일련의 일화를 두고 이소룡에게 큰 은혜를 입었노라고 회고했다.
《사형도수》《취권》등의 연작에서 한국인 태권도 마스터 황정리와 협업했다.
《사제출마》《용소야》등에 함께 출연한 합기도 마스터 황인식을 무술가로서 존경한다고 밝힌 바 있다.

## 출연 작품

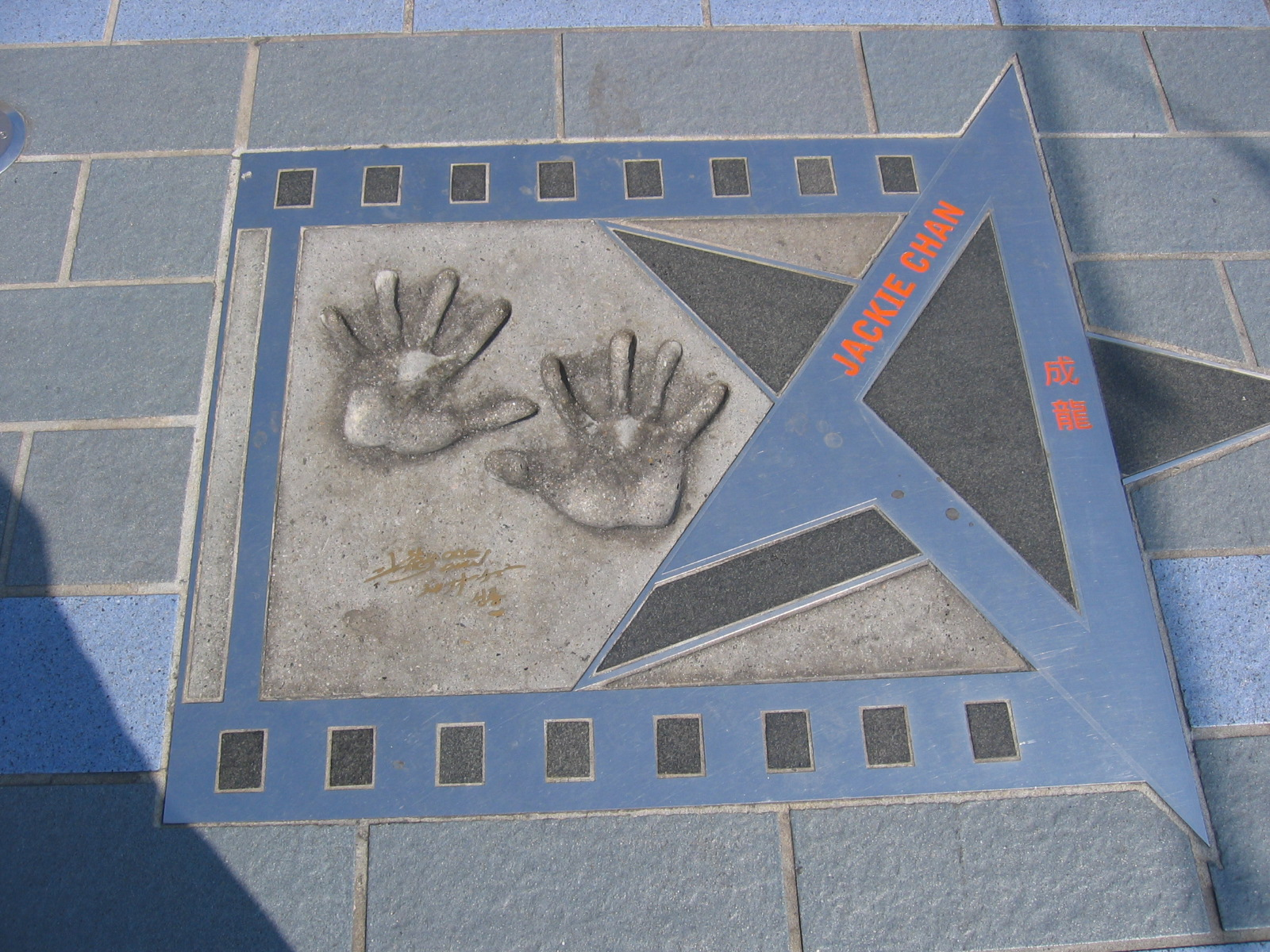
홍콩 스타의 거리에 있는 성룡의 프린트.

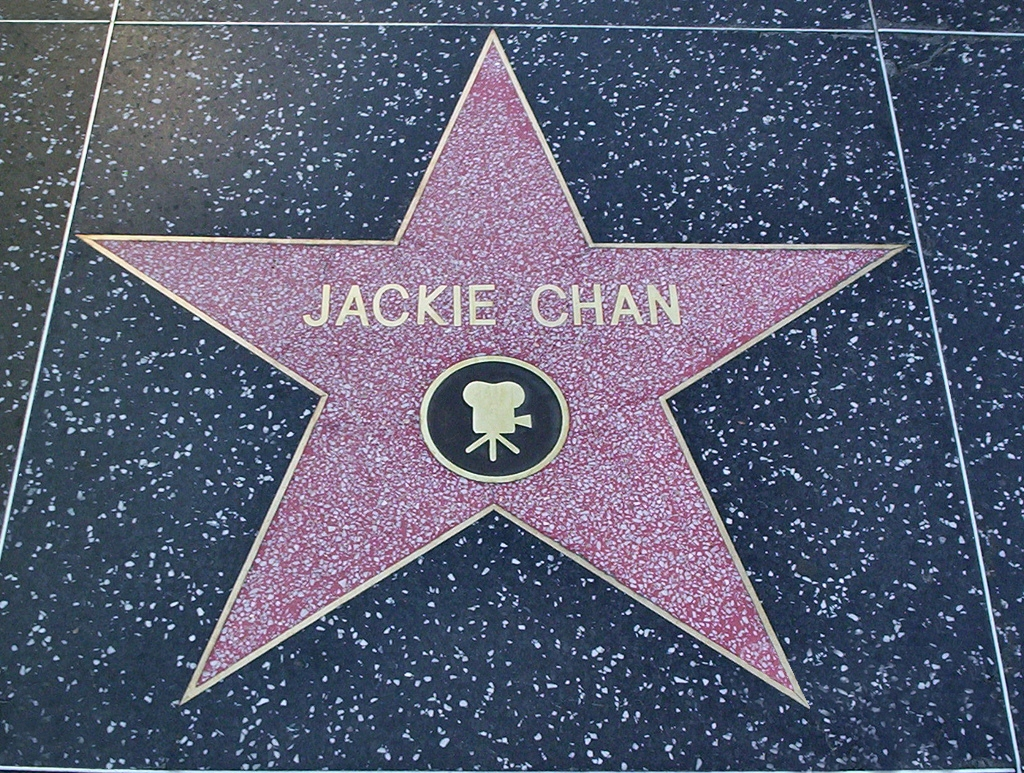
미국 로스앤젤레스 할리우드 명예의 거리 (Hollywood Walk of Fame)에 있는 성룡의 스타.

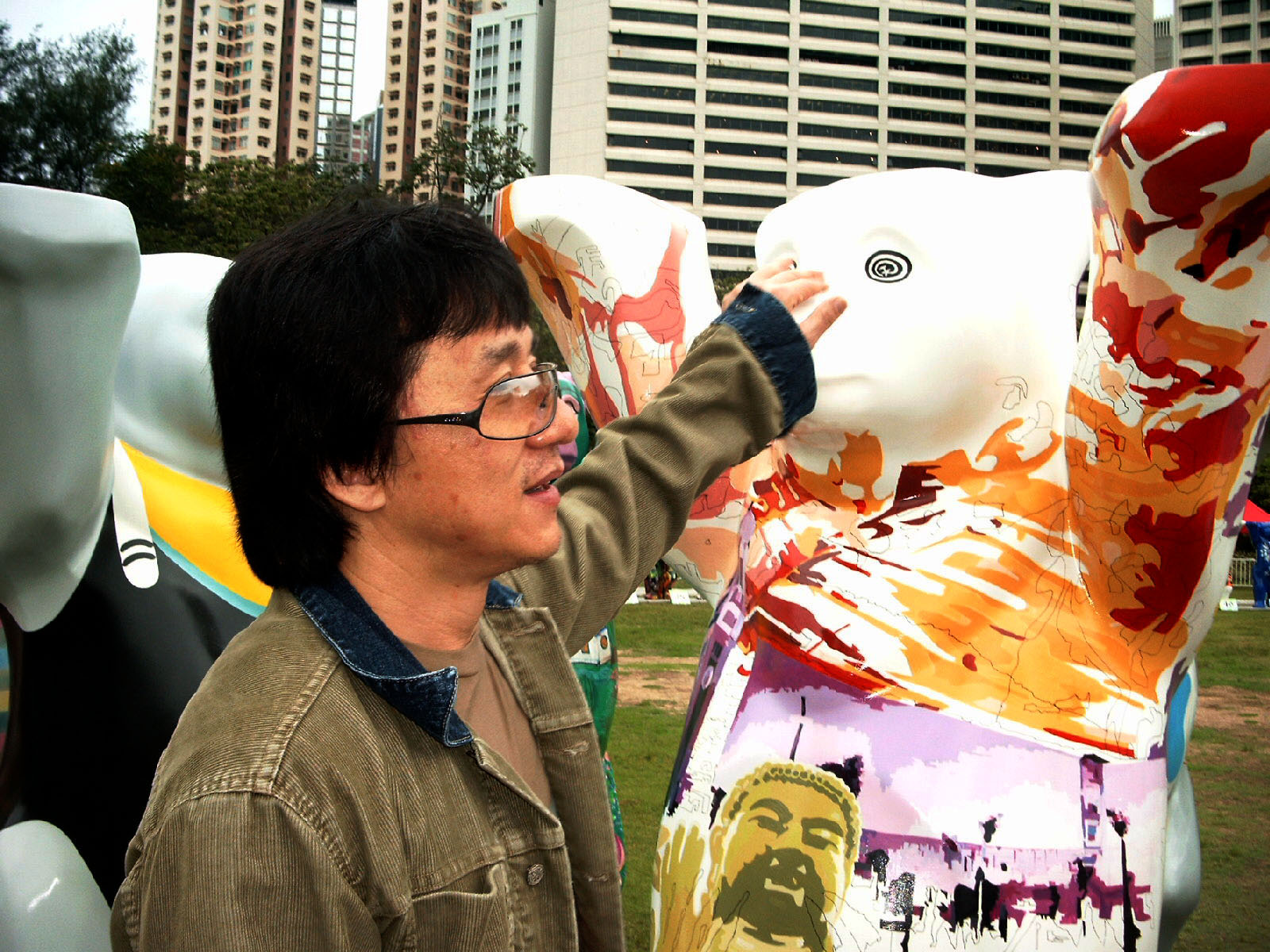
홍콩: 성룡 - 아름다운 버디베어 - 2004

### 영화
- 대소황천패 - 1962년
- 대취협 - 1965년
- 협녀 - 1969년
- 도수괴초 - 1971년
- 정무문 - 1972년 (스턴트맨)
- 여경찰 - 1973년 (악역 단역)
- 철외 - 1973년
- 용쟁호투 - 1973년 (이소룡 영화에 출연)
- 흑연비수 - 1973년
- 광동소노호 - 1973년
- 사왕일후 - 1974년
- 소림문 - 1975년
- 화비만성춘 - 1975년
- 신 정무문 - 1976년
- 소림목인방 - 1976년
- 유성검의 대결 - 1976년
- 신당산대형 - 1977년 (한-홍 합작)
- 사학비권 - 1978년 (한-홍 합작)
- 금강혈인 - 1978년 (한-홍 합작)
- 당산비권 - 1978년 (한-홍 합작)
- 비도권운산 - 1978년
- 사형도수 - 1978년
- 취권 - 1978년
- 소권괴초 - 1979년 (감독 데뷔)
- 사제출마 - 1980년
- 살수호 - 1980년 (최초의 할리우드 진출작기울인 글씨)
- 캐논볼 - 1981년
- 용소야 - 1982년
- 프로젝트 A - 1983년
- 오복성 - 1983년
- 대복성 - 1984년
- 캐논볼 2 - 1984년
- 신용쌍향포 - 1984년
- 쾌찬차 - 1984년
- 프로텍터 - 1985년
- 폴리스 스토리 - 1985년
- 복성고조 - 1985년
- 복성고조 2 - 1985년
- 용적심 - 1985년
- 용형호제 - 1986년
- 프로젝트A 2: A계획 속집 - 1987년
- 폴리스 스토리 2: 구룡의 눈 - 1988년
- 비룡맹장 1988년
- 미라클 - 1989년
- 용형호제 2 - 1990년
- 화소도 - 1990년
- 쌍룡회 - 1992년
- 시티헌터 - 1992년
- 폴리스 스토리 3 - 1992년
- 중안조 - 1993년
- 취권 2 - 황비홍 역 1994년
- 썬더볼트 - 1995년
- 홍번구 - 1995년
- 폴리스 스토리 4 - 1996년
- 앨런 스미씨 영화 - 1997년
- 나이스 가이 1997년
- CIA - 1998년
- 러시아워 - 1998년
- 성룡의 빅타임 - 1999년
- 상하이 눈 - 2000년
- 액시덴탈 스파이 2001년
- 러시아워 2 - 2001년
- 턱시도 - 지미 통 역 2002년
- 메달리온 - 2003년
- 상하이 나이츠 - 2003년
- 트윈 이펙트 - 2003년
- 용의 흔적 - 성룡과 그의 잊혀진 가족 - 2003년
- 80일 간의 세계일주 - 2004년
- 트윈 이펙트 2 - 2004년
- 뉴 폴리스 스토리 - 2004년
- 신화 - 진시황릉의 비밀 - 2005년
- BB 프로젝트 - 뚱땅 역 2006년
- 사대천왕 - 2006년
- 비행일기 - 2007년 (총감독)
- 러시아워 3 - 2007년
- 포비든 킹덤 - 노언 역 2008년
- 신주쿠 사건 - 2009년
- 대병소장 - 2010년
- 베스트 키드 - 2010년
- 스파이 넥스트 도어 - 2010년
- 샤오린: 최후의 결전 - 2011년
- 신해혁명 - 2011년
- 쿵푸 팬더 2 - 원숭이, 몽키 역 2011년
- 차이니즈 조디악 - 2012년
- 폴리스 스토리 2014 - 2013년
- 드래곤 블레이드 - 2015년
- 천장웅사 - 2015년
- 스킵트레이스 - 2016년
- 레일로드 워 - 마원 역 2016년
- 쿵푸요가 - 2017년
- 레고 닌자고 무비 - 마스터 우 역 2017년
- 넛잡 2 - 미스터 펭 역 2017년
- 더 포리너 - 콴 역 2017년
- 지구: 놀라운 하루 - 나레이션 2017년
- 블리딩 스틸 - 임동 역 2017년
- 나미야 잡화점의 기적: 또 하나의 이야기 - 잡화점 주인 역 2017년
- 퇴마 포송령 천녀유혼전 2018년
- 아이언 마스크: 용패지미 2019년
- 에베레스트 2019년
- 엑스 바그다드 - 2019년
- 뱅가드 - 탄황팅 역 2020년
- 히든 스트라이크 - 드래곤 뤄 역 2023년

### 애니메이션
- 재키챈 어드벤처
- 쿵푸 팬더 - 원숭이, 몽키 역
- 쿵푸 팬더 2 - 원숭이, 몽키 역
- 쿵푸 팬더 3 - 원숭이, 몽키 역
- 위시 드래곤 - 신룡 역
- 닌자터틀: 뮤턴트 대소동 - 스플린터 역

### 텔레비전
- Up Close with Carrie Keagan - 초대손님 2007년-2008년

### 게임
- 재키챈 쿵푸마스터

### 광고
- SK텔레콤 엔트렉
- 비자카드

## 평가
스턴트맨과 단역배우로 출발해서 슈퍼스타가 된 성룡은 100여 편의 영화에 출연하였으며, 심각함만 존재하던 홍콩 무술영화에 희극성을 얹어 모든 연령의 관객들이 즐길 수 있도록 하였다는 평가를 받는다. 그는 《취권》으로 스타덤에 오르기 직전 다수의 한-홍 합작 영화 촬영으로 1970년대 후반에 서울 명동과 충무로에 머문 적이 있으며, 당시 동아수출공사 이우석 사장의 신세를 많이 졌다고 회고한다. 또 당시 한국 여성과 다년간의 연애 경험 덕에 한국어의 이해도가 높다. 이후 불우아동을 위한 자전거 기증 등으로 대한민국과의 친분을 이어 왔다.
비교 대상이 이소룡일 정도로 싸움실력이 엄청나게 강하며, 이는 견자단도 인정한 사실이다.

## 개인사
- “공산당이 약속한 것은 100년까지 갈 것도 없이 수십년만에 반드시 실현된다”, “덩샤오핑 주석 공(公)은 신(神)보다 높으신 분이다”, “쥐린 영부인 공(公)은 온 천하의 왕후마마”, “공산당의 위대함이 보인다. 나 또한 공산당원이 되고 싶다”고 말했다.[2]
- 가화삼보의 가장 큰 축이다. 나머지 두 명은 선배 홍금보와 후배 원표.
- 1973년 원추 주연의 '여경찰'이라는 영화에 악역 단역으로 출연해서 비굴하고 추잡한 악당으로 등장했다가 원추에게 매를 맞고 살려달라고 울며불며 빌다가 용서를 받자 배신 후 기습을 했는데 되려 역으로 매를 맞고 죽는 역할로 나온다. 하지만 이후 성룡이 취권으로 유명해지자 이 영화는 1978년에 비디오 시장으로 나오면서 '영 타이거', '럼블 인 홍콩', '폴리스맨' 등 이상한 제목으로 바뀌고 마치 성룡이 주인공인양 거짓으로 광고되어 판매되었다.
- 2015년 2월 22일부로 기네스북에 2개 항목이 등재되었다.[3]

- 가장 스턴트를 많이 한 배우: 100회 이상
- 자신이 주연 겸 제작을 한 액션영화 수가 가장 많은 영화인: 15개 작품

## 동물 보호 활동
멸종위기에 처한 중국 남쪽 지방의 호랑이를 구하기 위한 캠페인에 참가했다. 1990년대 초반 PETA에 의해 진행된 중화민국 타이완의 유기견 보호소의 열악한 환경을 바꾸기 위한 대정부 설득 활동도 참가했다.

## 서훈
- 1989년 대영 제국 훈장 5등급(MBE) 수훈[4]
- 1999년 은자형성장(銀紫荊星章, SBS)
- 2015년 말레이시아 다툭(Datuk) 칭호